# Guy Martens
Guy Martens (Bree, 6 december 1958) is een Belgisch voormalig voetballer. Hij werd na zijn spelerscarrière keeperstrainer bij KRC Genk.

## Carrière
Martens speelde in de jaren 70 en 80 als doelman voor onder meer Waterschei en Rapid Spouwen. Na zijn bescheiden spelerscarrière ging hij aan de slag als keeperstrainer. Martens leidde doelmannen op bij Waterschei, Verbroedering Geel en Roda JC alvorens hij in 1991 bij fusieclub Racing Genk belandde. Tot 1999 stond hij ook in het onderwijs. Doelmannen die hij bij Genk onder zijn hoede kreeg, zijn László Köteles, Thibaut Courtois, Sinan Bolat, Logan Bailly, Jan Moons, Davino Verhulst, Ronny Gaspercic en Jacky Mathijssen. Bij de komst in juni 2015 van Lokeren-coach Peter Maes naar KRC Genk werd hij vervangen door diens keepertrainer Erwin Lemmens.
In augustus 2015 werd bekend dat hij als keeperstrainer aan de slag ging bij de nationale ploeg van Singapore. In 2016 maakte hij de overstap naar het Russische Krylja Sovetov Samara waar Frank Vercauteren toen actief was als hoofdcoach, de twee kenden elkaar nog van in hun periode bij Genk. In december 2016 verliet hij de club nadat Vercauteren er ook al de laan uitgestuurd was. Na het ontslag van Peter Maes bij Genk werd hij in januari 2017 terug aan boord gehaald bij de club van zijn hart waar hij opnieuw de job van keeperstrainer op zich nam.
In het zog van de nieuwe Belgische bondscoach Rudi Garcia werd Martens tijdelijk aangetrokken om het Belgisch voetbalelftal bij te staan in de twee barrageduels in de Nations League tegen Oekraïne in maart 2025. Twee maanden later werd hij definitief doelmannentrainer van de Rode Duivels, tenminste tot en met het WK 2026. Daarnaast blijft hij bij RC Genk aan de slag als supervisor van de doelmannen.

## Lokale politiek
Martens was in het verleden schepen van sport (CVP) in Lanaken. Bij de gemeenteraadsverkiezingen van 2018 kwam hij in de gemeente As op voor de lokale partij 'VOLUIT!'.